# Emil Adolf von Behring
Emil Adolf von Behring, nemški bakteriolog, * 15. marec, 1854, Deutsch-Eylau, Prusija, † 31. marec, 1917, Marburg, Nemško cesarstvo.
Behring je pridobil doktorat iz medicine leta 1880 in postal vojaški kirurg. Leta 1889 je odšel h Robertu Kochu, nemškemu bakteriologu, na njegov Inštitut za infekcijske bolezni v Berlinu.
Tam je leta 1890 odkril, da je mogoče doseči imunost proti tetanusu v živali tako, da ji vbrizgamo v postopnih odmerkih krvni serum druge živali, ki ima tetanus. Serumska frakcija imunizirane živali, ki jo je imenoval antitoksin, bi še naslednji živali lahko dala najmanj začasno imunost.
Iz radovednosti je hotel preveriti delovanje tudi za davico, bolezen, ki je v tistih časih za obolelega otroka pomenila smrt. Leta 1892 je izdelal ti. difterijski antitoksin, ki je uspešno prišel na tržišče, in ta ni le prinesel imunosti, temveč je tudi premagal bolezen, potem ko se je že začela. Pri izdelavi antitoksina je veliko prispeval tudi Paul Ehrlich, vendar je bila ideja Behringova in zanjo je bil izplačan. Leta 1884 mu je prinesla profesuro na Univerzi v Halleu, leta 1901 pa je kot prvi v zgodovini dobil Nobelovo nagrado za fiziologijo ali medicino.
Umrl je v starosti 63 let. Njegovo ime se je ohranilo v nemškem podjetju Dade Behring, ki je največje podjetje na svetu, specializirano za izdelavo in prodajo kliničnih diagnostičnih instrumentov in kot Priznanje Emila von Behringa na Univerzi v Marburgu.
V svojem življenju je napisal tudi tri knjige:
- Die Blutserumtherapie (izdana leta 1892)
- Bekämpfung der Infektionskrankheiten  (izdana leta 1894)
- Beiträge zur experimentellen Therapie  (izdana leta 1906)